# Ludwig Nicolaus Hugo von Buchwald
Ludwig Nicolaus Hugo von Buchwald (17. juni 1775 på Fresenburg i Oldesloe sogn (godsdistrikt Preetz)  – 24. juli 1835 i Ketting på Als) var en dansk officer.

## Biografi
Han var søn af Johan Hugo von Buchwald (1748-1808) og Dorothea Christiane von Höveln (1749-1807) og arvede efter faderen godset Fresenburg, som han solgte 1823. Han blev 1790 kornet ved Livgarden til Hest, 1792 sekondløjtnant à la suite, 1795 virkelig sekondløjtnant og 1798 premierløjtnant ved Livgarden til Hest, samme år kammerjunker, 1803 à la suite, 1804 karakteriseret ritmester, 1807 major i landeværnet i Slesvig og ved hertuginde Louise Augusta af Augustenborgs livjægerkorps, 1808 kammerherre og blev samme år hofchef hos hertuginde Louise Augusta samt kommandant på Als. 1812 blev von Buchwald Ridder af Dannebrog, 1813 oberstløjtnant og pladskommandant i Altona, afgik 1816 med obersts karakter og blev 1828 generalmajor. Han døde 1835.
31. marts 1802 havde han ægtet Christine Emilie Krück (25. september 1776 – 22. januar 1824 i Augustenborg).
Hertuginden blev enke 1820, og Buchwald blev enkemand 1824 med to døtre i Itzehoe Kloster, og i sin tid som hofchef for enkehertuginden var han formentlig hendes elsker.